# Meridiano 108 oeste
El meridiano 108 oeste de Greenwich es una línea de longitud que se extiende desde el Polo Norte atravesando el Océano Ártico, América del Norte, el Océano Pacífico, el Océano Antártico y la Antártida hasta el Polo Sur.
El meridiano 108 oeste forma un gran círculo con el meridiano 72 este.
Comenzando en el Polo Norte y dirigiéndose hacia el Polo Sur, el meridiano 108 oeste pasa a través de:
| Coordenadas                         | País, territorio o mar | Notas |
| ----------------------------------- | ---------------------- | --- |
| 90°0′N 108°0′O / 90.000, -108.000   | Océano Ártico          | |
| 77°43′N 108°0′O / 77.717, -108.000  | Byam Martin Channel    | |
| 76°4′N 108°0′O / 76.067, -108.000   | Canadá                 | Nunavut - Isla Melville |
| 74°56′N 108°0′O / 74.933, -108.000  | Canal de Parry         | Viscount Melville Sound |
| 73°36′N 108°0′O / 73.600, -108.000  | Canadá                 | Nunavut - Kilian Island |
| 73°34′N 108°0′O / 73.567, -108.000  | Canal de Parry         | Viscount Melville Sound |
| 73°21′N 108°0′O / 73.350, -108.000  | Canadá                 | Nunavut - Isla Victoria |
| 72°42′N 108°0′O / 72.700, -108.000  | Hadley Bay             | |
| 71°41′N 108°0′O / 71.683, -108.000  | Canadá                 | Nunavut - Isla Victoria |
| 68°56′N 108°0′O / 68.933, -108.000  | Estrecho de Dease      | |
| 68°38′N 108°0′O / 68.633, -108.000  | Canadá                 | Nunavut - la península de Kent (parte continental) |
| 68°7′N 108°0′O / 68.117, -108.000   | Melville Sound         | |
| 67°48′N 108°0′O / 67.800, -108.000  | Canadá                 | Nunavut - la Barry Islands, la Banks Peninsula (mainland), la Isla Young, y la parte continental Territorios del Noroeste Saskatchewan - pasando a través del lago Athabasca |
| 49°0′N 108°0′O / 49.000, -108.000   | Estados Unidos         | Montana Wyoming Colorado Nuevo México |
| 31°47′N 108°0′O / 31.783, -108.000  | México                 | Chihuahua Sinaloa |
| 24°39′N 108°0′O / 24.650, -108.000  | Océano Pacífico        | |
| 60°0′S 108°0′O / -60.000, -108.000  | Océano Antártico       | |
| 73°52′S 108°0′O / -73.867, -108.000 | Antártida              | Territorio no reclamado |